# فالفيردي ديل كامينو
بلدية فالفيردي ديل كامينو (بالإسبانية: Valverde del Camino) هي بلدية تقع في مقاطعة ولبة التابعة لمنطقة أندلوسيا جنوب إسبانيا.

## الديموغرافيا
بلغ عدد سكان بلدية فالفيردي ديل كامينو 12.827 نسمة عام 2011 (وفقاً للمعهد الوطني الإسباني للإحصاء).
| 12.609 | 12.510 | 12.523 | 12.554 | 12.621 | 12.780 | 12.827 |

## توأمة
لفالفيردي ديل كامينو اتفاقيات توأمة مع:
- أوختروب